# 林田宏一
林田 宏一（はやしだ こういち、1969年 - ）は、任天堂に所属するゲームクリエイター。主にスーパーマリオシリーズのディレクターやプロデューサーを務めている。

## 略歴
1969年生まれ、東京都出身。子供の頃からプログラミングに興味を持ち、小学5年生の時にコモドールのVIC-1001でゲームを作り始める。
大学院生だった1991年には、当時任天堂と電通が共催していた学生向けセミナー「任天堂・電通ゲームセミナー」を受講し、この中で林田がディレクターとなって開発したゲームソフト『バトルバトルリーグ』は後の1993年に『ジョイメカファイト』として任天堂より発売された。
任天堂への入社後、ニンテンドー ゲームキューブの3Dライブラリの基礎的な開発に取り組み、2002年発売の『スーパーマリオサンシャイン』でメインプログラマーを担当。2010年の『スーパーマリオギャラクシー2』よりディレクターを務め、2014年の『進め! キノピオ隊長』で初めてプロデューサーとなった。

## 作品
- ジョイメカファイト（1993年） - ディレクター[5]
- スーパーマリオサンシャイン（2002年） - メインプログラミング[2]
- ドンキーコング ジャングルビート（2004年） - アシスタントディレクター[2]
- スーパーマリオギャラクシー（2007年） - レベルデザインディレクター[2]
- スーパーマリオギャラクシー2（2010年） - ディレクター[5]
- スーパーマリオ 3Dランド（2011年） - ディレクター[7]
- スーパーマリオ 3Dワールド（2013年） - ディレクター[8][9]
- ファミコンリミックス（2013年） - ディレクター
- ファミコンリミックス2（2014年） - ディレクター
- ファミコンリミックス ベストチョイス（2014年） - ディレクター
- 進め! キノピオ隊長（2014年） - プロデューサー[10]
- スーパーマリオ オデッセイ（2017年） - プロデューサー[9]
- 進め! キノピオ隊長（ニンテンドー3DS/Nintendo Switch版、2018年） - プロデューサー
- 大乱闘スマッシュブラザーズ SPECIAL（2018年） - スペシャルサンクス（オリジナルゲームスーパーバイザー）
- スーパーマリオメーカー2（2019年） - ディベロップメントサポート
- スーパーマリオ 3Dワールド + フューリーワールド（2021年） - スペシャルサンクス
- スーパーマリオブラザーズ ワンダー（2023年） - ゲームデザイン[9]